# Toyota bB
De Toyota bB is een mini MPV van de Japanse autofabrikant Toyota. Het automodel werd geïntroduceerd in februari 2000 op de Japanse markt, en werd qua marketing speciaal gericht op mannen. De naam staat voor black box (zwarte doos), een auto met onbekende mogelijkheden.

## Eerste generatie (NCP3#; 2000-2005)

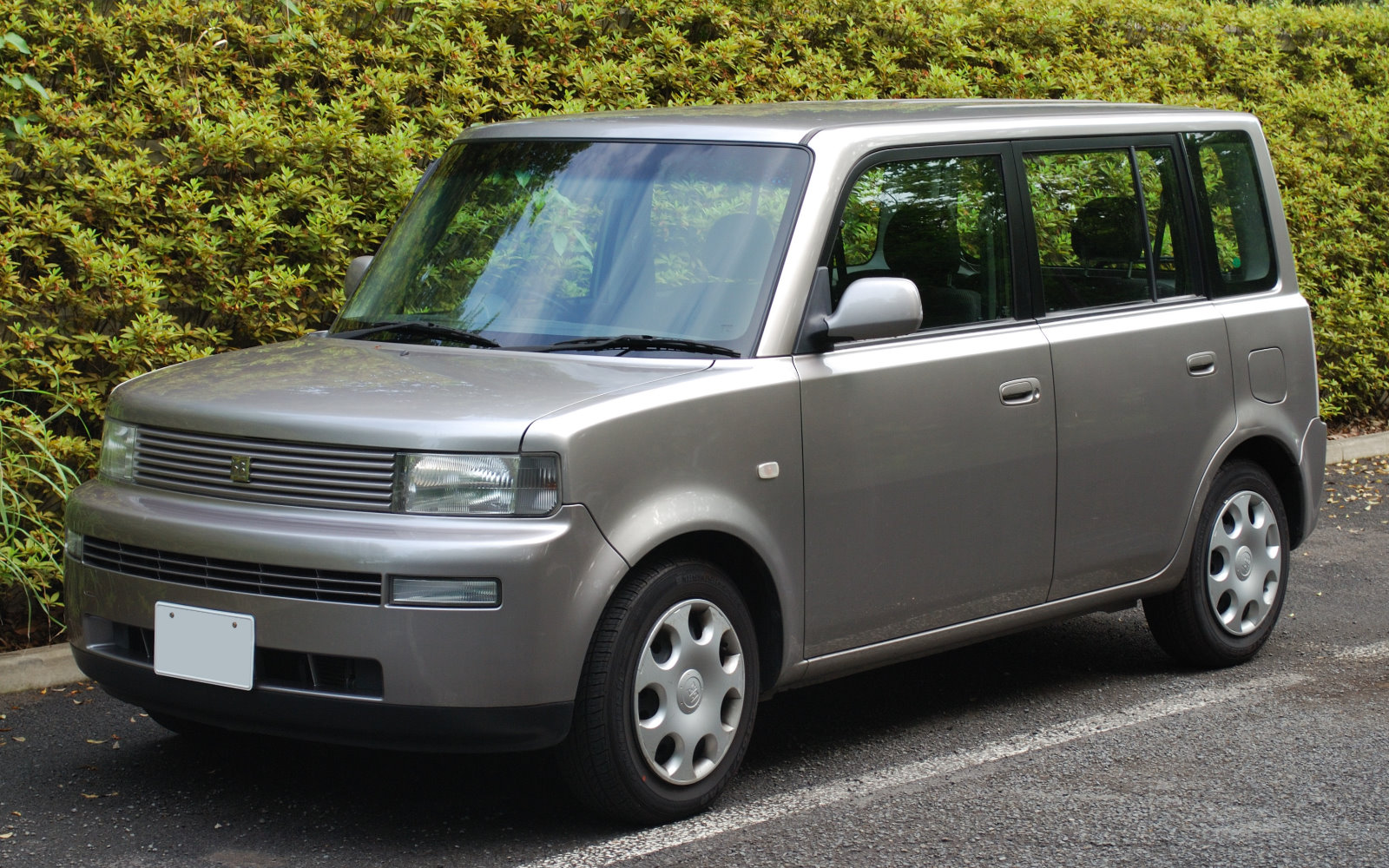
Toyota bB (NCP3#)

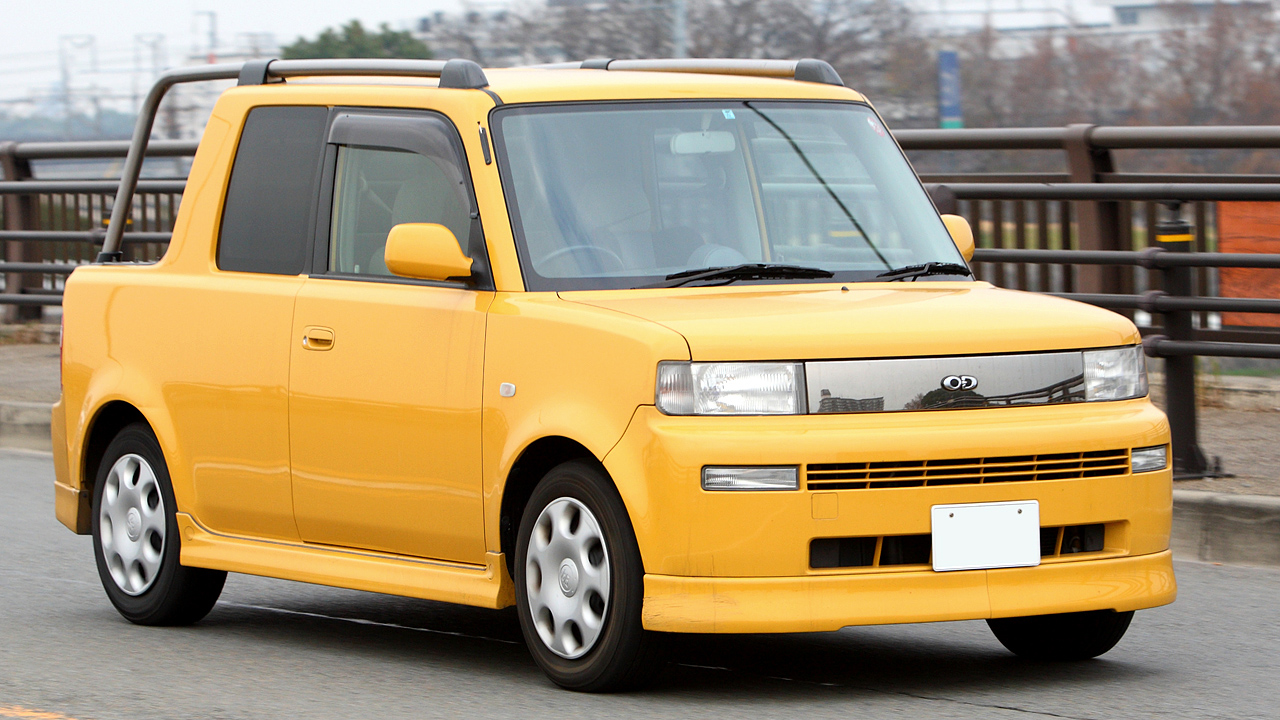
Toyota bB Open Deck (NCP34)

Tetsuya Tada was chief engineer voor deze generatie. De eerste generatie Toyota bB is op hetzelfde Toyota NBC platform gebouwd als de Toyota Yaris Verso. De bB werd expliciet aangeprezen als het 'mannelijke' alternatief voor de 'vrouwelijke' Toyota FunCargo. In de Verenigde Staten werd de bB (NCP3#) verkocht als Scion xB.

### Ontwerp
De eerste generatie bB kenmerkt zich door een traditioneel 'tall boy'-ontwerp met rechte lijnen, hoekige panelen en de wielen ver op de uiteinden van de carrosserie. De FunCargo daarentegen onderscheidt zich door vele ronde en ovale vormen. De grille draagt de initialen bB voor de hatchback en OB voor de Open Deck.

### Motoren
De bB kon geleverd worden met twee verschillende motoren. Beide zijn viercilinder lijnmotoren en beschikken over dubbele bovenliggende nokkenassen, distributieketting, VVT-i en multipoint brandstofinjectie.
| Motorcode | Slagvolume            | Aandrijving | Vermogen                    | Koppel              |
| --------- | --------------------- | ----------- | --------------------------- | ------------------- |
| 2NZ-FE    | 1298 cm³ of 1,3 liter | FF          | 65 kW (88 pk) bij 6000 tpm  | 123 Nm bij 4400 tpm |
| 1NZ-FE    | 1496 cm³ of 1,5 liter | FF          | 81 kW (110 pk) bij 6000 tpm | 143 Nm bij 4200 tpm |
| 1NZ-FE    | 1496 cm³ of 1,5 liter | 4WD         | 77 kW (105 pk) bij 6000 tpm | 138 Nm bij 4200 tpm |

### Transmissie
De Toyota bB (NCP3#) werd alleen geleverd met een viertraps Super ECT automatische transmissie.

### Wielophanging en onderstel
Zoals alle modellen op het Toyota NBC platform beschikt de eerste generatie bB over een voorwielophanging met schokdempers en schroefveren waarbij beide wielen zijn verbonden met een stabilisatorstang (McPherson-systeem). Modellen met voorwielaandrijving beschikken over een semi-onafhankelijke achterwielophanging met schokdempers, schroefveren en een torsiestang. Modellen met vierwielaandrijvingen beschikken eveneens over een semi-onafhankelijke achterwielophanging met schokdempers, schroefveren en vier torsiestangen.
Alle modellen beschikken over hydraulische stuurbekrachtiging.

### Carrosserievormen
De bB kon geleverd worden in twee verschillende carrosserievormen; als standaard vijfdeurs hatchback en als tweedeurs 'pick-up' (Open Deck). De Open Deck werd geproduceerd van juni 2001 tot maart 2003.

### Veiligheid
De bB werd vanaf introductie standaard geleverd met airbag voor de bestuurder en passagier voor, antiblokkeersysteem en gordelspanners. VSC en TRC werden een optie voor de Z-uitvoering vanaf april 2003.

## Tweede generatie (QNC2#; 2005-2016)

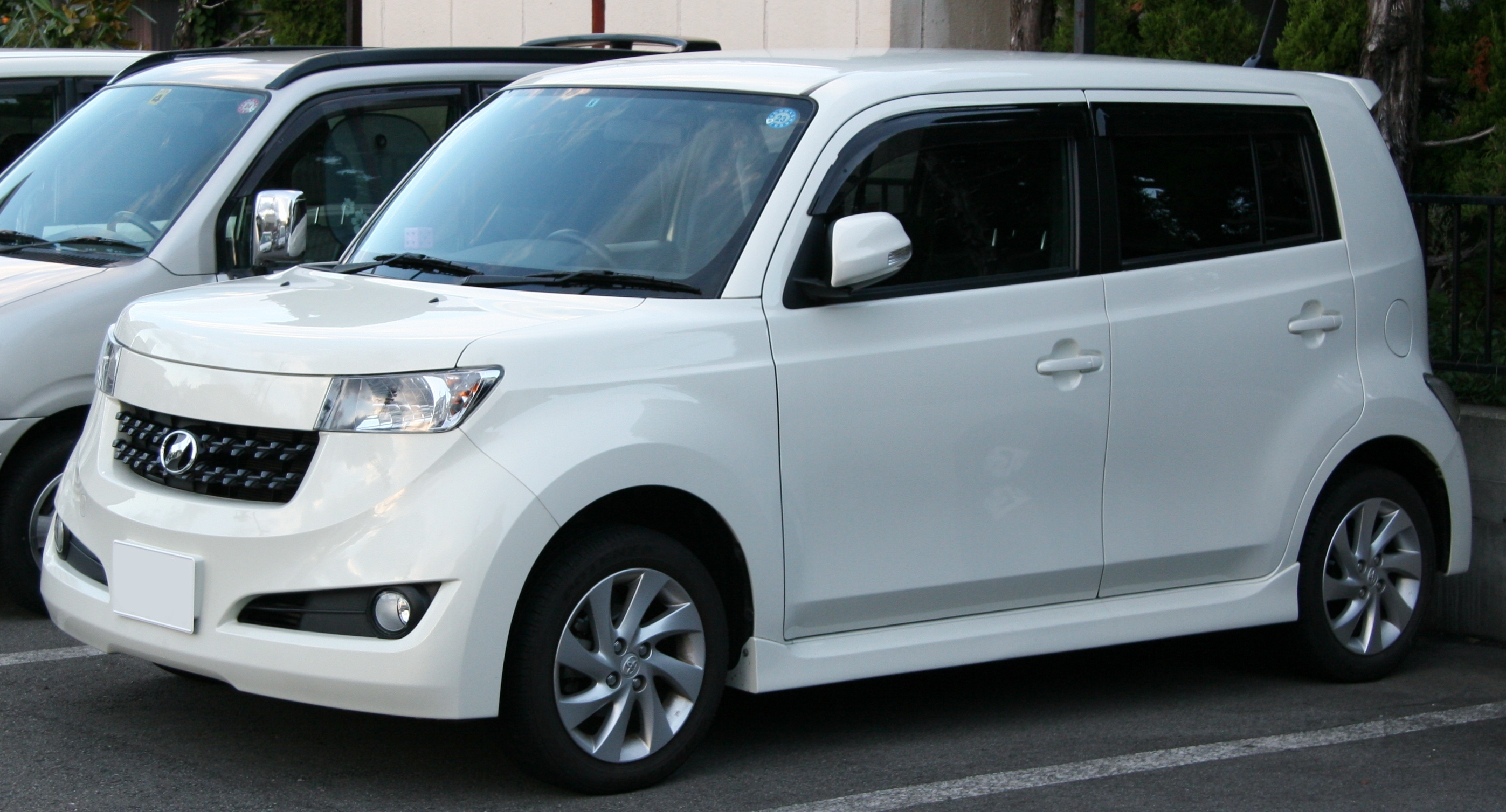
Toyota bB (QNC2#)

De tweede generatie Toyota bB is gebouwd op het Toyota A platform dat gedeeld wordt met Daihatsu. In Nederland is dit model verkocht als Daihatsu Materia. Subaru verkocht ditzelfde model op de Japanse markt als Subaru Dex. Productie van de tweede generatie bB eindigde in mei 2016, waarna het (later) vervangen werd door de Daihatsu Thor, Toyota Tank en Toyota Roomy.

### Ontwerp
De tweede generatie bB (en verwante modellen) is ontworpen als 'een muziekspeler in auto-vorm'.

### Motoren
De bB (QNC2#) werd geleverd met verschillende motoren. Dit zijn viercilinder lijnmotoren en beschikken over dubbele bovenliggende nokkenassen, distributieketting, variabele kleptiming en multipoint brandstofinjectie.
| Motorcode       | Slagvolume            | Aandrijving | Vermogen                    | Koppel              |
| --------------- | --------------------- | ----------- | --------------------------- | ------------------- |
| K3-VE of 2SZ-FE | 1297 cm³ of 1,3 liter | FF of 4WD   | 68 kW (92 pk) bij 6000 tpm  | 123 Nm bij 4400 tpm |
| 3SZ-VE          | 1495 cm³ of 1,5 liter | FF          | 80 kW (109 pk) bij 6000 tpm | 141 Nm bij 4400 tpm |

### Transmissie
De Toyota bB (QNC2#) werd alleen geleverd met een viertraps Super ECT automatische transmissie.

### Wielophanging en onderstel
De voorwielophanging van iedere tweede generatie bB beschikt over schokdempers en schroefveren waarbij beide wielen zijn verbonden met een stabilisatorstang (McPherson-systeem). Modellen met voorwielaandrijving beschikken over een semi-onafhankelijke achterwielophanging met schokdempers, schroefveren en een torsiestang. Modellen met vierwielaandrijving beschikken over een semi-onafhankelijke achterwielophanging met schokdempers, schroefveren en drie torsiestangen.

### Veiligheid
De bB werd vanaf introductie standaard geleverd met airbag voor de bestuurder en passagier voor, antiblokkeersysteem, gordelspanners, brake assist en elektronische remkrachtverdeling.